# Municipio de Santa Fe (Illinois)
El municipio de Santa Fe (en inglés: Santa Fe Township) es un municipio ubicado en el condado de Clinton en el estado estadounidense de Illinois. En el año 2010 tenía una población de 1136 habitantes y una densidad poblacional de 17,11 personas por km².

## Geografía
El municipio de Santa Fe se encuentra ubicado en las coordenadas 38°31′38″N 89°26′6″O / 38.52722, -89.43500. Según la Oficina del Censo de los Estados Unidos, el municipio tiene una superficie total de 66.4 km², de la cual 65,98 km² corresponden a tierra firme y (0,64 %) 0,42 km² es agua.

## Demografía
Según el censo de 2010, había 1136 personas residiendo en el municipio de Santa Fe. La densidad de población era de 17,11 hab./km². De los 1136 habitantes, el municipio de Santa Fe estaba compuesto por el 95,25 % blancos, el 3,52 % eran afroamericanos, el 0,09 % eran amerindios, el 0,18 % eran asiáticos, el 0,53 % eran de otras razas y el 0,44 % eran de una mezcla de razas. Del total de la población el 1,32 % eran hispanos o latinos de cualquier raza.